# Dolný Lopašov
Dolný Lopašov (hongrois : Alsólopassó) est un village de Slovaquie situé dans la région de Trnava.

## Histoire
Première mention écrite du village en 1394.

## Démographie

### Évolution de la population
| Année:               | 1994. | 2004.   | 2014.   | 2024.   |
| -------------------- | ----- | ------- | ------- | ------- |
| Nombre de personnes: | 963   | 979     | 957     | 964     |
| Différence:          |       | +1,66 % | -2,24 % | +0,73 % |

| Année:               | 2023. | 2024.   |
| -------------------- | ----- | ------- |
| Nombre de personnes: | 971   | 964     |
| Différence:          |       | -0,72 % |